# Куково (Куявсько-Поморське воєводство)
Куково (пол. Kukowo, нім. Kuckucksheide) — село в Польщі, у гміні Скемпе Ліпновського повіту Куявсько-Поморського воєводства.
Населення — 225 осіб (2011).
У 1975-1998 роках село належало до Влоцлавського воєводства.

## Демографія
Демографічна структура станом на 31 березня 2011 року:
|          | Загалом | Допрацездатний вік | Працездатний вік | Постпрацездатний вік |
| -------- | ------- | ------------------ | ---------------- | -------------------- |
| Чоловіки | 116     | 31                 | 75               | 10                   |
| Жінки    | 109     | 27                 | 57               | 25                   |
| Разом    | 225     | 58                 | 132              | 35                   |